# Староселье (Добрушский район)
Староселье (бел. Стараселле) — деревня в Носовичском сельсовете Добрушского района Гомельской области Республики Беларусь.

## География
В 14 км на юг от районного центра Добруш и железнодорожной станции в этом городе (на линии Гомель — Унеча), в 20 км от Гомеля.

### Водная система
Расположена на реке Прудок (приток реки Уть).

## Транспортная система
Транспортная связь по просёлочной дороге, затем по автодороге Тереховка — Гомель. В деревне 129 жилых домов (2004 год). Планировка состоит из прямолинейной улицы. Застройка двухсторонняя, деревянными домами усадебного типа.

## История
По письменным источникам деревня известна с начала XIX века, как деревня Белицкого уезда Могилёвской губернии. В 1813 году в селе построена церковь. Со второй половины XIX века работало народное училище, в котором в 1889 году обучалось 51, а в 1902 году 92 ученика. В 1926 году действовало почтовое отделение.
С 8 декабря 1926 года по 30 декабря 1927 года является центром Старосельского сельсовета Носовичского, с 4 августа 1927 года Гомельского, с 25 декабря 1962 года Добрушского районов Гомельского округа, с 20 февраля 1938 года Гомельской области.
В 1929 году организован колхоз.
Во время Великой Отечественной войны оккупанты в сентябре 1943 года сожгли 187 дворов и убили 5 мирных жителей.
В составе племзавода «Носовичи» с центром в деревне Носовичи.

## Население

### Численность
- 2004 год — 129 дворов, 286 жителей

### Динамика
- 1926 год — 187 дворов, 832 жителя
- 1959 год — 696 жителей (согласно переписи)
- 2004 год — 129 дворов, 286 жителей

## Достопримечательность
- Церковь Святого Николая